# Гуркошур
Гуркошу́р (рос. Гуркошур) — присілок в Кезькому районі Удмуртії, Росія.
Населення — 91 особа (2010; 110 в 2002).
Національний склад станом на 2002 рік:
- удмурти — 93 %

Урбаноніми:
- вулиці — Зарічна, Пісочна